# Charles-Louis de Loys de Cheseaux

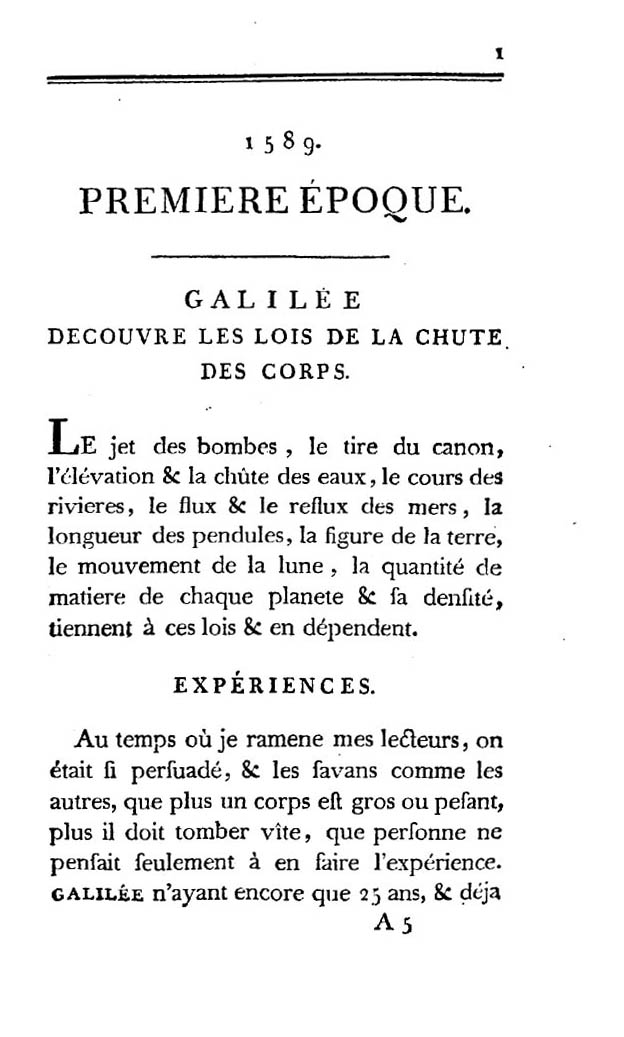
Première page du Abrégé chronologique pour servir a l'histoire de la physique jusqu'à nos jours, 1786

Charles-Louis de Loys de Cheseaux ou Charles-Louis Loys de Cheseaux, né le 22 mars 1730 à Lausanne où il meurt le 29 août 1789, est un historien de la physique suisse.

## Biographie
Charles-Louis de Loys de Cheseaux est issu de la famille de Loys. Il est le fils de Paul-Etienne, banneret, et d'Estienne-Judith de Crousaz. Il est le frère de Jean Philippe Loys de Cheseaux (1718-1751), petit-fils de Jean Philippe (1643-1702), personnalité politique de Lausanne, et de Jean-Pierre de Crousaz, philosophe et mathématicien.

## Publications
- Discours philosophique sur la physique et l'histoire naturelle, Lausanne, Antoine Chapuis, 1762 (lire en ligne)
- Abrégé chronologique pour servir a l'histoire de la physique jusqu'à nos jours, vol. 1, Strasbourg, P. J. Dannbach, 1786 (lire en ligne)
- Abrégé chronologique pour servir a l'histoire de la physique jusqu'à nos jours, vol. 2, Strasbourg, P. J. Dannbach, 1787 (lire en ligne)
- Abrégé chronologique pour servir a l'histoire de la physique jusqu'à nos jours, vol. 3, Strasbourg, P. J. Dannbach, 1789 (lire en ligne)
- Abrégé chronologique pour servir a l'histoire de la physique jusqu'à nos jours, vol. 4, Strasbourg, P. J. Dannbach, 1789 (lire en ligne)